# Ixora acuticauda
Ixora acuticauda är en måreväxtart som beskrevs av Cornelis Eliza Bertus Bremekamp. Ixora acuticauda ingår i släktet Ixora och familjen måreväxter. Inga underarter finns listade i Catalogue of Life.